# ليلى حسين (ممثلة)
ليلى حسين هي ممثلة مصرية بدأت مشوارها الفني عام 2013 بمسلسل نقطة ضعف وعٌرفت لدورها في مسلسل الخروج (2016)  وملوك الجدعنة (2021).

## أعمالها

### مسلسلات
- 2013:نقطة ضعف
- 2013:بدون ذكر أسماء
- 2013:أحلى أيام
- 2015:ظرف أسود
- 2016:نوايا بريئة
- 2016:ليالي الحلمية ج6
- 2016:سلسال الدم ج3
- 2016:الخروج
- 2017:لأعلى سعر
- 2018:قانون عمر
- 2018:الأب الروحي ج2
- 2019:لمس أكتاف
- 2019:أفراح إبليس ج2
- 2020:يا أنا يا جدو
- 2020:شديد الخطورة
- 2020:حكايات بنات ج4
- 2020:حكايات بنات ج5
- 2021:نصيبي وقسمتك 4
- 2021:ملوك الجدعنة
- 2022:طير بينا يا قلبي
- 2022:سوتس
- 2022:بيت فرح